# La sposa era in nero
La sposa era in nero (The Bride Wore Black) è un romanzo giallo scritto nel 1940 da Cornell Woolrich.

## Personaggi
- Julie Killeen, la donna.
- Bliss - Moran - Ferguson - Holmes - Mitchell, vittime.
- Margaret Moran, moglie di Moran.
- Cookie, figlio di Moran.
- Corey, amico di Bliss e Ferguson.
- Wanger, il poliziotto.

## Trama
Julie Killeen è una giovane donna che confida a un'amica di voler lasciare la città, ma con uno stratagemma si nasconde e fa perdere le sue tracce. Durante due anni, impersonando ruoli differenti, avvicina quattro uomini e toglie loro la vita in quattro modi che non lascerebbero supporre un legame tra un delitto e l'altro. Infatti Bliss cade da un terrazzo, Mitchell è pugnalato, Moran soffocato in un armadio a muro e Ferguson trafitto da una freccia, mentre dipingeva un quadro raffigurante Diana Cacciatrice.
L'indagine, condotta da un poliziotto di nome Wanger, sembra destinata ad insabbiarsi e i superiori di Wanger non credono nelle sue intuizioni, finché, dopo il quarto crimine, non si trova un testimone indiretto: è un tale Corey che ha visto la donna sia quando è morto Bliss, sia da Ferguson. Corey stesso è stato allontanato di proposito dalla casa di Ferguson e pensa di essere sfuggito a una morte sicura: eppure la donna non ha ucciso altri testimoni e anzi ha sottratto un'accusata innocente alla giustizia, perciò Wanger, per scoprire il piano che anima le azioni dell'omicida, compie accuratissime indagini di archivio.
L'ultimo omicidio deve colpire uno scrittore di nome Holmes. Questa volta la donna finge di essere una dattilografa di mezza età e, giunta alla villa di Holmes, prepara la trappola. Wanger però si è sostituito a Holmes e costringe Julie a confessare il movente dei suoi delitti. Il giorno delle nozze, il marito di Julie era stato assassinato e, poiché in quel momento passava un'auto con cinque occupanti che sparavano contro le case, lei aveva ritenuto che essi fossero i colpevoli della sua vedovanza. Aveva giurato di scovarli e sterminarli. Dopo aver confessato, Julie scopre da Wanger che i balordi dell'auto non erano responsabili della morte del marito Nick Killeen, ex delinquente, bensì il suo complice: Corey.
Appreso che aveva ucciso quattro innocenti e attentato alla vita di un quinto, resasi conto che invece aveva risparmiato Corey, escludendo che costui volesse regolare il conto con l'ex socio Killeen, la donna si consegna a Wanger, incurante del castigo che le toccherà.

## Opere derivate
Da questo romanzo nel 1968 François Truffaut trasse il film La sposa in nero con Jeanne Moreau nella parte della protagonista; musiche di Bernard Herrmann..

## Edizioni in italiano
- Cornell Woolrich, La sposa era in nero; L'incubo nero; L'angelo nero Club degli editori, Milano 1973
- Cornell Woolrich, Apocalisse gialla: i mille volti di Cornell Woolrich, a cura di Alberto Tedeschi, Collana Onnibus Gialli, A. Mondadori, Milano 1974 (Contiene in trad. italiana: The bride wore black, The black path of fear, The ten faces of Cornell Woolrich.)
- Cornell Woolrich, La sposa era in nero, A. Mondadori, Milano 1948
- Cornell Woolrich, La sposa era in nero, traduzione dall'inglese, A. Mondadori, Milano-Verona 1948
- Cornell Woolrich, La sposa era in nero, A. Mondadori, Milano 1966
- Cornell Woolrich, La sposa in nero, traduzione di Fenisia Giannini, A. Mondadori, Milano 1977
- Cornell Woolrich, La sposa era in nero, Gruppo Editoriale L'Espresso, Roma 2009